# Косорово (Новгородская область)
Косорово — деревня в Старорусском муниципальном районе Новгородской области, с весны 2010 года относится к Великосельскому сельскому поселению. На 1 января 2011 года постоянное население деревни — 26 жителей, число хозяйств — 10.
Деревня расположена на левобережье реки Холынья, в 5 км к востоку от деревни Большие Боры. Деревня находится на Приильменской низменности на высоте 51 м над уровнем моря. Близ Косорова расположена деревня Сотско (в 1 км к югу) и на правом берегу Холыньи нежилая деревня Нефедьево и деревня Щетинкино.

## Население
| 2010 | 2011 | 2012 | 2013 |
| ---- | ---- | ---- | ---- |
| 31   | ↘26  | →26  | ↘24  |

## История
До весны 2010 года входила в ныне упразднённое Большеборское сельское поселение.

## Транспорт
Через деревню проходит автодороги из д. Большие Боры в д. Святогорша и Сотско. Ближайшая железнодорожная станция расположена в Тулебле.